# Mikrostát

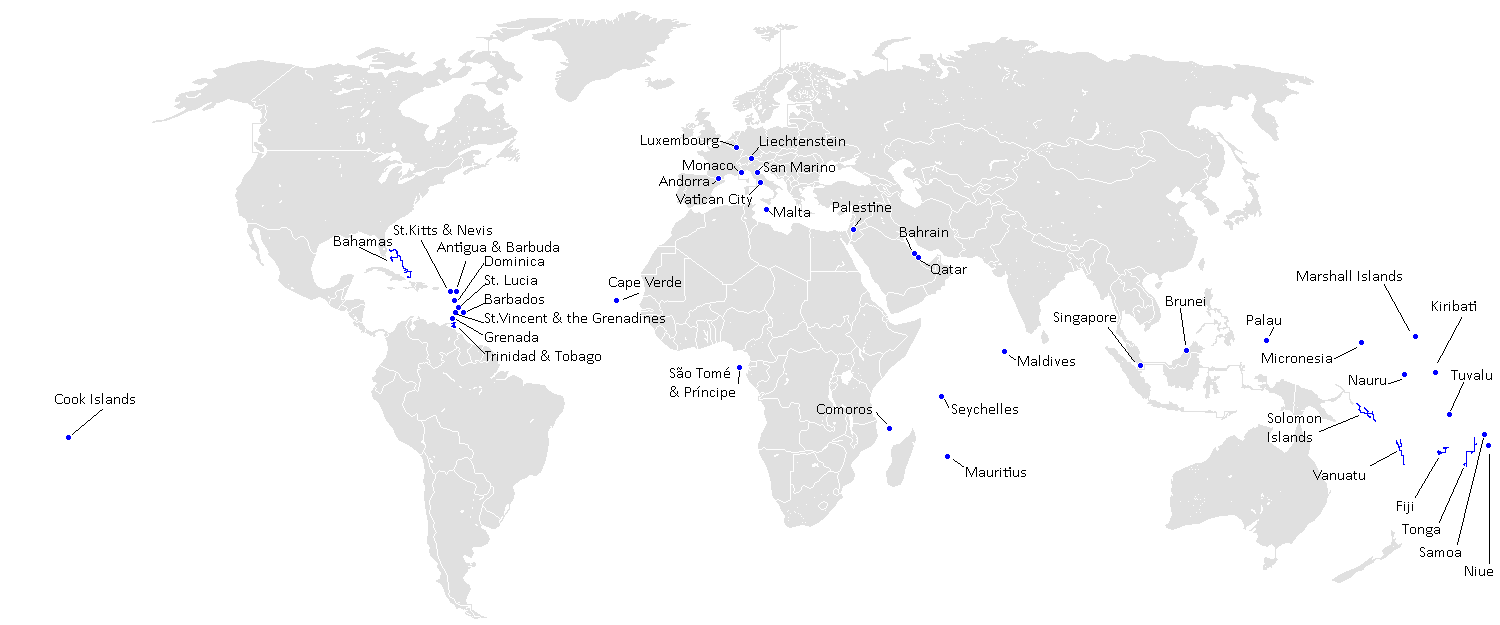
Mapa světa s vyznačenými mikrostáty

Mikrostát (někdy též označovaný jako ministát) je suverénní stát s velmi malou rozlohou, velmi malým počtem obyvatel, nebo nejčastěji obojím.
Mikrostáty se liší od mikronárodů, které nejsou uznávány jako suverénní státy. Speciální teritoria bez plné suverenity, jako Britská korunní závislá území, zvláštní administrativní oblasti v Číně, a zámořská teritoria Australie, Dánska, Finska, Francie, Kolumbie, Nizozemska, Nového Zélandu, Norska, Portugalska, Spojeného království, Spojených států a Španělska nejsou obvykle označovány jako mikrostáty.

## Definice

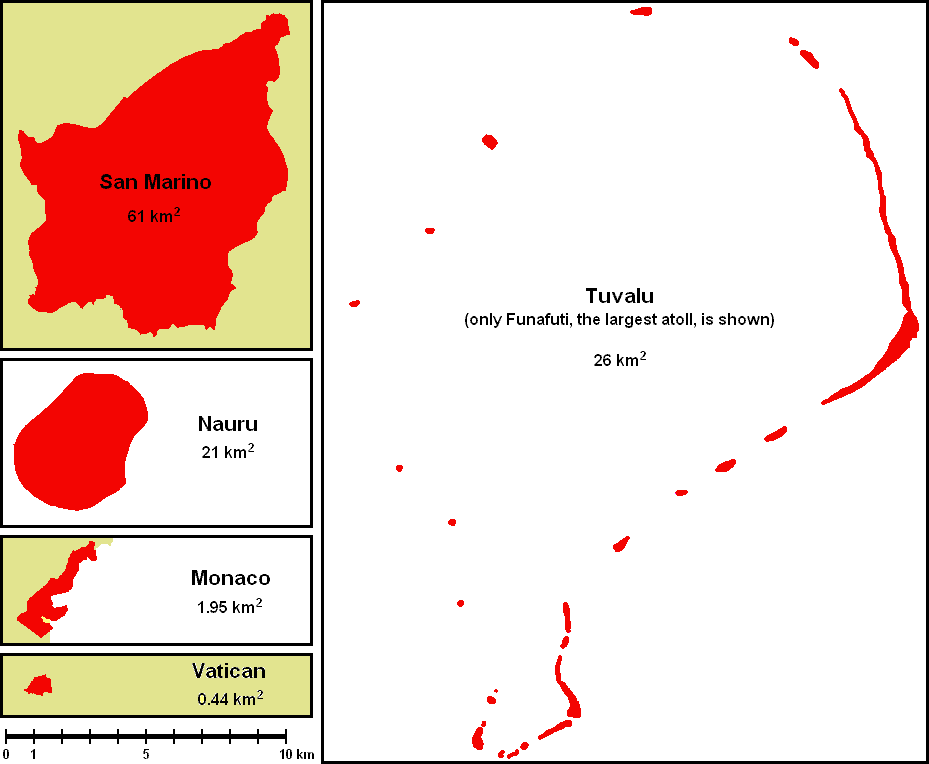
Pět nejmenších států na světě pro srovnání velikostí

Přesné kvantifikace hranic malého počtu obyvatel či rozlohy se liší podle teorií a akademických zvyklostí.
Například podle autorů Kubáta a Sokola za mikrostáty můžeme považovat ty, jejichž rozloha nepřesahuje 1000 km². Naseeova definice pracuje s počtem obyvatel do 1,5 milionu. Naproti tomu Bořivoj Hnízdo tvrdí, že při kategorizování mikrostátů nelze postupovat striktně pouze podle rozlohy daného území.
Někdy se lze setkat s rozlišením mikrostátů, jakožto nejmenších států, a o něco větších ministátů, států velikosti Bruneje nebo Kypru. Hranice mezi těmito pojmy však nejsou přesně vymezeny.
Nejmenším státním útvarem je Vatikán, který měl při sčítání obyvatel v červenci 2003 911 obyvatel, a rozkládá se na pouhých 0,44 km². Některé ministáty jako např. Vatikán, Monako nebo Singapur jsou také zároveň městské státy, tyto státy se vyznačují vysokou hustotu zalidnění.

### Zahraniční vztahy
Některé mikrostáty jsou členy Organizace spojených národů, mají poměrně velký vliv na shromážděních, protože každý stát má stejně významný hlas, nehledě na svoji velikost a počet obyvatel. Významnou roli při vzniku mikrostátů hrál proces dekolonizace, proto je také většina mikrostátů součástí britského Commonwealthu.

## Tabulka mikrostátů
V tabulce jsou uvedeny státy, které mají rozlohu menší než 1000 km² nebo méně než 500 000 obyvatel, příp. oboje.
| Stát                          | Populace (červenec 2013) | Rozloha (km²) | obyv/km² | Region  |
| ----------------------------- | ------------------------ | ------------- | -------- | ------- |
| Andorra                       | 85 293                   | 468           | 182      | Evropa  |
| Antigua a Barbuda             | 90 156                   | 443           | 204      | Karibik |
| Bahamy                        | 319 031                  | 13 880        | 23       | Karibik |
| Bahrajn                       | 1 281 332                | 760           | 1 686    | Asie    |
| Barbados                      | 288 725                  | 430           | 671      | Karibik |
| Belize                        | 334 297                  | 22 966        | 15       | Karibik |
| Brunej                        | 415 717                  | 5 765         | 72       | Asie    |
| Cookovy ostrovy (Nový Zéland) | 10 447                   | 236           | 44       | Oceánie |
| Dominika                      | 73 286                   | 751           | 98       | Karibik |
| Grenada                       | 109 590                  | 344           | 318      | Karibik |
| Island                        | 315 281                  | 103 000       | 3        | Evropa  |
| Kiribati                      | 103 248                  | 811           | 127      | Oceánie |
| Lichtenštejnsko               | 37 009                   | 160           | 231      | Evropa  |
| Maledivy                      | 393 988                  | 298           | 1 322    | Asie    |
| Malta                         | 411 277                  | 316           | 1 302    | Evropa  |
| Marshallovy ostrovy           | 69 747                   | 181           | 385      | Oceánie |
| Mikronésie                    | 106 104                  | 702           | 151      | Oceánie |
| Monako                        | 30 500                   | 2             | 15 250   | Evropa  |
| Nauru                         | 9 434                    | 21            | 449      | Oceánie |
| Niue (Nový Zéland)            | 1 229                    | 260           | 5        | Oceánie |
| Palau                         | 21 108                   | 459           | 46       | Oceánie |
| Samoa                         | 195 476                  | 2 831         | 69       | Oceánie |
| San Marino                    | 32 448                   | 61            | 532      | Evropa  |
| Seychely                      | 90 846                   | 455           | 200      | Afrika  |
| Singapur                      | 5 460 302                | 697           | 7 384    | Asie    |
| Svatá Lucie                   | 162 781                  | 616           | 264      | Karibik |
| Svatý Kryštof a Nevis         | 51 134                   | 261           | 195      | Karibik |
| Svatý Tomáš a Princův ostrov  | 186 817                  | 964           | 194      | Afrika  |
| Svatý Vincenc a Grenadiny     | 103 220                  | 389           | 265      | Karibik |
| Tonga                         | 106 322                  | 747           | 142      | Oceánie |
| Tuvalu                        | 10 698                   | 26            | 411      | Oceánie |
| Vanuatu                       | 261 565                  | 12 189        | 21       | Oceánie |
| Vatikán                       | 839                      | 0,44          | 1 907    | Evropa  |